# Rocco Sisto
Rocco Sisto (Bari (Italië), 18 februari 1953) is een Italiaans/Amerikaans acteur.

## Biografie
Sisto heeft de high school doorlopen aan de Trail High School in Addison (Illinois) en haalde in 1970 zijn diploma. Hierna ging hij acteren leren aan de New York University en haalde hier zijn diploma in 1977.
Sisto begon in 1984 met acteren in de film Scream for Help. Hierna heeft hij nog meerdere rollen gespeeld in films en televisieseries zoals After Hours (1985), Far and Away (1992), Eraser (1996), Frequency (2000) en The Alphabet Killer (2008).

## Filmografie

### Films
Uitgezonderd korte films.
- 2021 I'm Not Him - als rechter Lange
- 2021 Son - als dr. Bradlee
- 2014 The Sideways Light - als de dokter
- 2013 Joy de V. – als Antoine
- 2011 Possession – als Osmond
- 2011 The Loop – als beveiligingsagent
- 2008 The Alphabet Killer – als pater McQuarrie
- 2006 Spectropia – als gespreksonderwerp
- 2004 Eulogy – als officier van justitie
- 2003 Undermind – als dr. Peters / huurmoordenaar
- 2001 The Big Heist – als Tommy DeSimone
- 2001 The American Astronaut – als professor Hess
- 2000 In the Weeds – als Maurizo
- 2000 Frequency – als Daryl Simpson
- 2000 The Intern – als Pierre La Roux
- 2000 Blue Moon – als Fred
- 2000 Machiavelli Rises – als Nicolo Machiavelli
- 1998 Illuminata – als Prince
- 1997 Donnie Brasco – als Richard Gazzo
- 1997 Love Walked In – als Ilm Zamsky
- 1996 Eraser – als Pauley
- 1996 Rescuing Desire – als S&M gids
- 1993 Carlito's Way – als Panamese hoedenman
- 1992 Lorenzo's Oil – als bespeler van familie Murphy
- 1992 Innocent Blood – als Gilly
- 1992 Far and Away – als emigrant
- 1989 Red Riding Hood – als vijandig persoon
- 1988 Ich und Er – als Art Strong
- 1986 Doing Life – als Anthony Portelli
- 1985 After Hours – als kassier in koffieshop
- 1984 Scream for Help – als Lacey Bohle

### Televisieseries
Uitgezonderd eenmalige gastrollen.
- 2019 - 2021 Law & Order: Special Victims Unit - als rechter Ellery - 3 afl.
- 2011 Mildred Pierce – als mr. Rossi – 2 afl.
- 1999 – 2007 The Sopranos – als Junior Soprano – 3 afl.
- 2006 Law & Order: Criminal Intent – als politiecommissaris Fahey – 2 afl.

### Computerspellen
- 2005 The Warriors – als Stefano (stem)
- 2004 Grand Theft Auto: San Andreas – als gangster (stem)

## Theaterwerk opBroadway
- 2015 - 2016 The King and I - als kapitein Orton / sir Edward Ramsey (understudy)
- 2011 Seminar – als Leonard
- 2008 To Be or Not To Be – als Silewski
- 1999 – 2000 Amadeus – als Antonio Sallerij
- 1995 A Month in the Country – als Shaaf

- Catàleg d'autoritats de noms i títols de Catalunya: 981058519445506706
- International Standard Name Identifier: 0000 0000 7743 4297
- Library of Congress Control Number: no2010037949
- SNAC: w66n66dc
- Virtual International Authority File: 108033622
- WorldCat: E39PBJqKfv4QwHkxtQQ6kRFHYP